# Раквере (волость)
Ра́квере (эст. Rakvere ) — бывшая волость в Эстонии, в составе уезда Ляэне-Вирумаа.

## Положение
Площадь волости — 127,69 км², численность населения на 1 января 2010 года составляла 2228 человек.
Административный центр волости — город Раквере. Помимо него на территории волости находятся ещё посёлок Лепна и 19 деревень.